# خابيير كالبو
خابيير كالبو (بالإسبانية: Javier Calvo)‏ هو كاتب وكاتب سيناريو إسباني، ولد في 1973 في برشلونة في إسبانيا.

## وصلات خارجية
- خابيير كالبو على موقع IMDb (الإنجليزية)
- خابيير كالبو على موقع أول موفي (الإنجليزية)
- خابيير كالبو على موقع قاعدة بيانات الفيلم (الإنجليزية)